# Кантагалло
Кантагалло, Кантаґалло (італ. Cantagallo) — муніципалітет в Італії, у регіоні Тоскана,  провінція Прато.
Кантагалло розташоване на відстані близько 270 км на північний захід від Рима, 30 км на північний захід від Флоренції, 16 км на північ від Прато.
Населення — 3124 особи (2014).

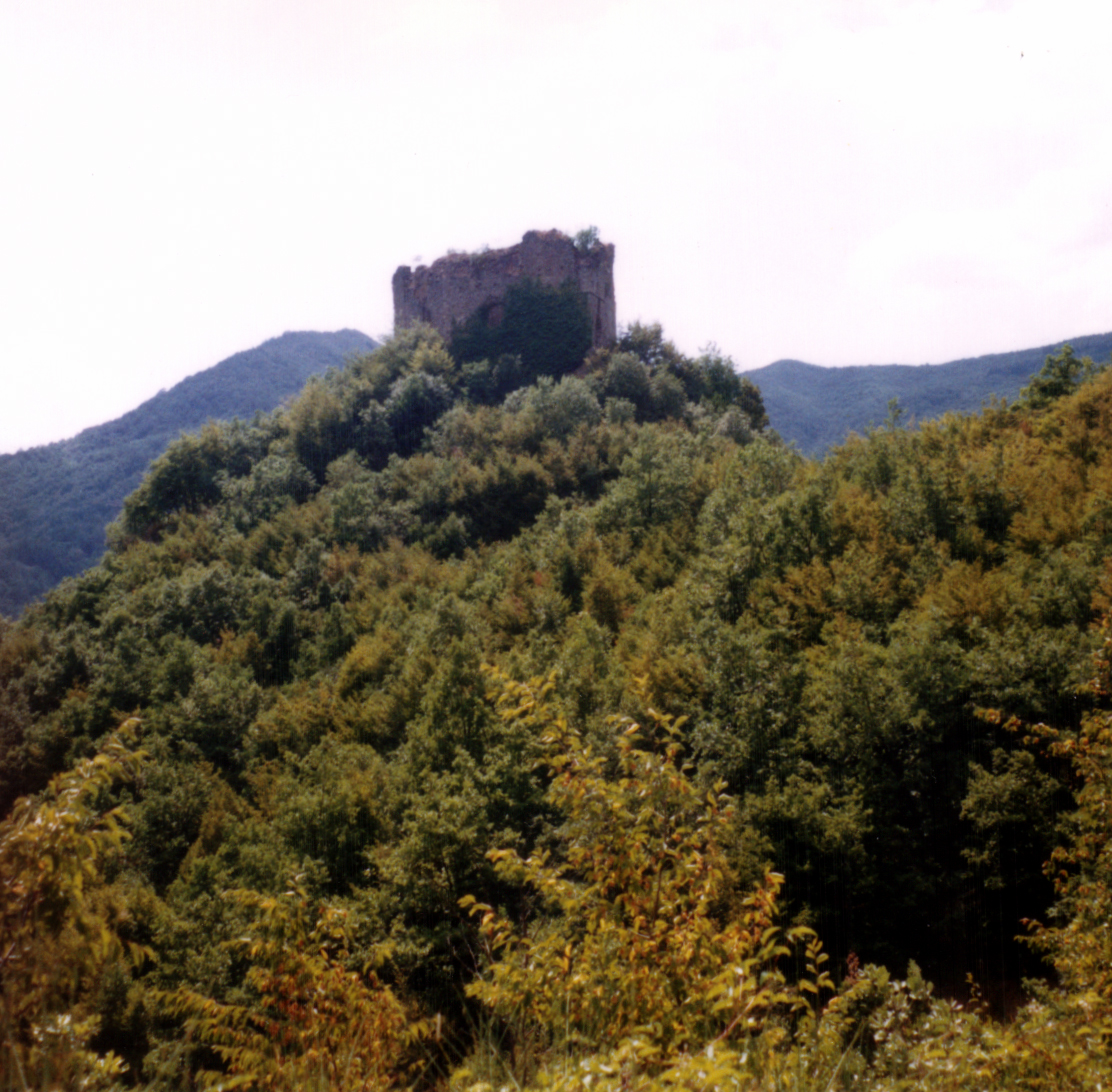

Щорічний фестиваль відбувається 29 вересня. Покровитель — святий Архангел Михаїл.

## Демографія
Населення за роками:

Станом на 1 січня 2023 року в муніципалітеті офіційно проживали 222 іноземці з 33 країн, серед них 52 громадяни країн Євросоюзу та 6 громадян України.

## Сусідні муніципалітети
- Барберино-ді-Муджелло
- Камуньяно
- Монтале
- Монтемурло
- Пістоя
- Самбука-Пістоїєзе
- Ваяно
- Верніо